# Alexis Arette
Pour les articles homonymes, voir Arette.
Alexis Arette-Hourquet, ou Arette-Lendresse né le 20 juin 1927 à Momas et mort le 16 janvier 2023 à Aressy, est un agriculteur, écrivain, homme politique et poète français et béarnais. Il fut Félibre, membre de l'Escole Gastoû Febus.
Ancien membre du Front national (FN), il a été proche de l'Organisation armée secrète (OAS).

## Biographie
Alexis Arette part en Indochine en 1949 dans une unité de béret rouge. Blessé, il reçoit la légion d’honneur et la médaille militaire.
En 1953, il reprend la ferme de ses parents et est élu « premier paysan de France » au concours du CNJA-SIMA, interviewé à ce titre par Jacques Chancel et reçu « maître en gai savoir » du Félibrige en 1957. En 1967, il est le premier présentateur du festival de Siros, consacré à la chanson béarnaise. Il est vice-président de l’Académie de Béarn en 1970, président de la Fédération française de l’agriculture en 1982. Il est élu conseiller régional d’Aquitaine en 1986 sur la liste du Front national, et réélu en 1992. En 1992, il démissionne de la Présidence du Cercle national des agriculteurs.
Il est le créateur d'une association récompensant des prix littéraires de prose et de poésies, La Renaissance Aquitaine.

## Théories
Alexis Arette se définit dans la continuité du leader paysan Henri Dorgères. Partisan de l'agriculture biologique, il s'est intéressé aux travaux de Corentin Louis Kervran. Pour Arette, la maladie de la vache folle aurait pu être créée ou instrumentalisée par les Américains à des fins mercantiles. Il le décrit dans son livre, Les Dieux du crépuscule.
Au début des années 2000, il participe à la fondation de l'association Institut Béarnais et Gascon, qui promeut la langue et la culture béarnaises.

## Œuvres
- Les Damnés de la terre, Le Flambeau, 1994,  (ISBN 2-908040-21-2) (réimp. 1997).
- On m'appelait Bleu de Noir, Chroniques d'Indochine, Biarritz, J. et D., 1997, 320 p.,  (ISBN 2-84127-122-6), (BNF 36966882).
- Les Dieux du crépuscule, Paris, Éditions Godefroy de Bouillon, 1998, 284 p.,  (ISBN 2-84191-061-X), (BNF 36969560).
- L'Éternel et le temps des dieux : propos d'un paysan chrétien à un ami païen, Paris, Éditions Godefroy de Bouillon, 2001, 307 p.,  (ISBN 2-84191-122-5), (BNF 37651739).
- Nos bêtes d'Aquitaine dans la langue, l'histoire et le légendaire gascons, coédition Institut béarnais et gascon et Princi negue, coll. « Radics » no 29, Orthez, 2003, 229 p.,  (ISBN 2-915152-06-3) (Institut béarnais et gascon) ou  (ISBN 2-84618-142-X) (éditions Princi negue), (BNF 39239775).
- Nos fleurs d'Aquitaine dans la langue, la sorcellerie et la médecine gasconnes, coédition Institut béarnais et gascon et Princi negue, Monein, 2003, 187 p.,  (ISBN 2-915152-10-1) (Institut béarnais et gascon) ou  (ISBN 2-84618-213-2) (éditions Princi negue).
- Les armes de la nuit, poèmes de guerre, Editions des Régionalismes, 2005 et 2011, 135 p.
- La Longue marche des Aquitains, Pyrémonde, 2007  (ISBN 2-84618-371-6)
- Las Espernicades, fables e gnargues, en gascon béarnais, co-édition Institut Béarnais et Gascon et Princi Negue Éditeur, Monein, 2010, 152 p.,
- Fils d'Homme, je t'ai fait sentinelle, L'Æncre, 2013, 362 p.  (ISBN 978-2368760000) [présentation en ligne]
- Proverbes et locutions du Béarn et des Pays de l'Adour, Editions Institut Béarnais et Gascon, Tome I 233 p., 2013; Tome II 190 p., 2014; Tome III 179 p., 2015. Proverbes béarnais traduits et commentés en français.
- L'Amourousè, recueil de 99 poèmes en béarnais (traduction française de Marilis Orionaa), 223 p., Editions Adamah, 2017.
- L'Occitanie ou la foire aux illusions, Editions Lac et Lande, 223 p., 2018.

## Pour approfondir